# Consejo de los Doce Hombres
El Consejo de los Doce Hombres (en inglés Council of Twelve Men) fue un grupo de 12 hombres, elegido el 29 de agosto de 1641 por los residentes de Nuevos Países Bajos para asesorar al Director de Nuevos Países Bajos, Willem Kieft, sobre las relaciones con los nativos debido al asesinato de Claes Swits. Aunque el consejo no era permanente, fue la primera forma representativa de democracia en la colonia holandesa. Los siguientes dos consejos creados fueron conocidos como los Ocho Hombres y los Nueve Hombres. 

## Contexto
La Compañía Neerlandesa de las Indias Occidentales había incurrido en gastos significativos en la construcción y dotación de fortificaciones. Kieft buscó compensar parte del costo exigiendo la contribución de los indios, a quienes consideraba que obtenían protección de las tribus rivales. Se negaron, señalando que los holandeses no habían sido invitados en primer lugar, y con los asentamientos indios tan dispersos, para cuando llegara la noticia al fuerte, cualquier ayuda enviada sería demasiado tarde.
En la primavera de 1640, algunos indios raritan atacaron un barco comercial de la Compañía cerca de Staten Island y robaron una canoa. Más tarde fueron culpados por error por el robo de algunos cerdos de la granja de David Pietersz de Vries. Kieft envió a Cornelis van Tienhoven con 70 soldados y marineros para cobrar. Los raritan se negaron a pagar por los cerdos que no habían tomado. Cuando la reunión se disolvió, los holandeses los atacaron repentinamente, mataron a algunos raritan, capturaron a varios y derrotaron al resto. En seis semanas, estos respondieron quemando la casa y los cobertizos de tabaco de De Vries. Cuatro colonos murieron. Kieft hizo correr la voz entre otras tribus de que pagaría una recompensa en wampum por cada cabeza de raritan que le trajeran. Se llegó a la paz a finales de año.
En agosto de 1641, un indio weckquaesgeek mató a Claes Swits, un anciano inmigrante suizo que dirigía una taberna frecuentada por colonos e indios por igual en Turtle Bay. De niño, el joven indio había presenciado el asesinato de su tío, y al llegar a la mayoría de edad se vengó. Los weckquaesgeek se negaron a entregar al asesino a los holandeses. 
Otro incidente ocurrió en Achter Kol a lo largo de las orillas del río Hackensack. Los colonos y algunos hackensacks habían estado bebiendo alcohol en un puesto comercial cuando surgió un conflicto por la pérdida de un abrigo que terminó con la muerte del capataz del puesto.

## Consejo de los Doce
Kieft estaba decidido a llevar a cabo medidas punitivas contra los indios, pero reacio a asumir la responsabilidad exclusiva de la decisión. En agosto de 1641, convocó a doce destacados colonos a Nueva Ámsterdam para asesorarlo sobre las relaciones con los indios. Hizo tres preguntas:
1. ¿Si es o no es justo castigar el bárbaro asesinato de Claes Swits cometido por un indio y, en caso de que los indios se nieguen a entregar al asesino a petición nuestra, si no es justificable arruinar todo el pueblo al que pertenece?
2. ¿De qué manera debe hacerse efectiva la misma y en qué momento?
3. ¿Por quién puede ser realizado?

Los doce miembros del consejo fueron:
- David Pietersen de Vries (presidente)
- Maryn Adriansen[6]
- Jacques Benteyn
- Jan Jansen Damen
- Gerrit Dircksen
- Hendrik Jansen
- Jochem Pietersen Kuyter
- Frederick Lubbertsen
- Abram Molenaar, también conocido como Abraham Pietersen van Deusen
- Joris Jansen Rapelje
- Jacob Stoffelsen
- Abraham Isaacsen Verplanck

El Consejo de los Doce Hombres no aconsejó la guerra, como deseaba Willem Kieft, pero recomendó paciencia y negociaciones para resolver las diferencias con las tribus. Luego solicitó que cuatro de susmiembros fueran elegidos para el Consejo de directores generales. Kieft no estaba satisfecho con el consejo recibido. Tras meses de regateo, en enero de 1642, les dijo que aceptaría su solicitud si ellos, a su vez, apoyaban su propuesta de guerra. El Consejo accedió a regañadientes.
Krieft disolvió el Consejo de los Doce en febrero de 1643 y les prohibió reunirse sin su permiso. Su duplicidad no hizo nada para reducir la oposición a la guerra. No todos los Doce se opusieron al plan de Kieft.
Un grupo de Tappan se había mudado a Pavonia, mientras que un segundo grupo del este del Hudson estaba en Corlears Hook. Ambos buscaban refugio de los ataques de los Mohawk al norte. El 24 de febrero de 1643, Maryn Adriansen, Jan Jansen Damen y los yernos de Damen, Abraham Isaacsen Verplanck y Cornelis Van Tienhoven, solicitaron al director que ordenara un ataque inmediato contra los dos grupos de refugiados. Kieft fácilmente respaldó su solicitud. Ordenó a Van Tienhoven que dirigiera a los soldados estacionados en Fort Amsterdam en una incursión contra los que se refugiaban en Pavonia. Tuvo lugar la noche siguiente y ochenta Tappan fueron asesinados. Kieft ordenó a Maryn Adriaensen y un grupo de voluntarios que fueran a Corlear's Hook para atacar a los refugiados allí. Cuarenta hombres, mujeres y niños indios fueron asesinados allí. Esto sirvió para unir a las diversas tribus contra los holandeses y estalló la guerra.
La mayoría de los Doce Hombres, la mayoría de los cuales no sabían de la petición, se opusieron enérgicamente a las acciones de Kieft. Kieft culpó a Maryn Adriaensen, quien luego se armó, fue a Fort Amsterdam y atacó a Kieft. Kieft resultó ileso y Adriaensen arrestado. Sus amigos lograron que lo enviaran a Ámsterdam para ser juzgado, donde fue absuelto.